# أسيفات
أسيفات هو الاسم التجاري لمبيد حشري تخليقي من مجموعة
المبيدات الفوسفورية (التي تعمل من خلال أجهزة النبات)، وهو قليل السمية للثدييات.